# Армяне в Бережанах
49°26′41″ с. ш. 24°56′13″ в. д.

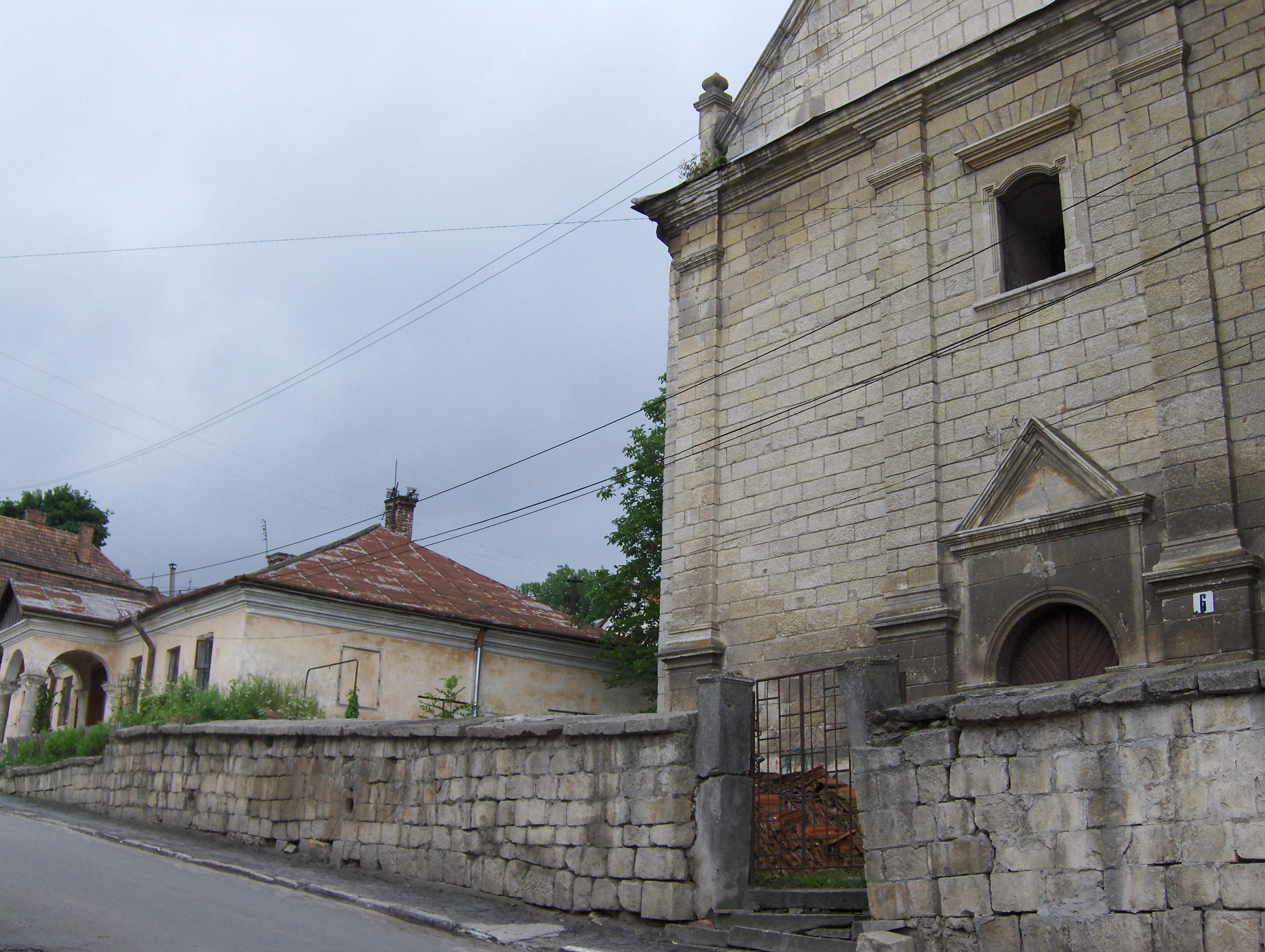

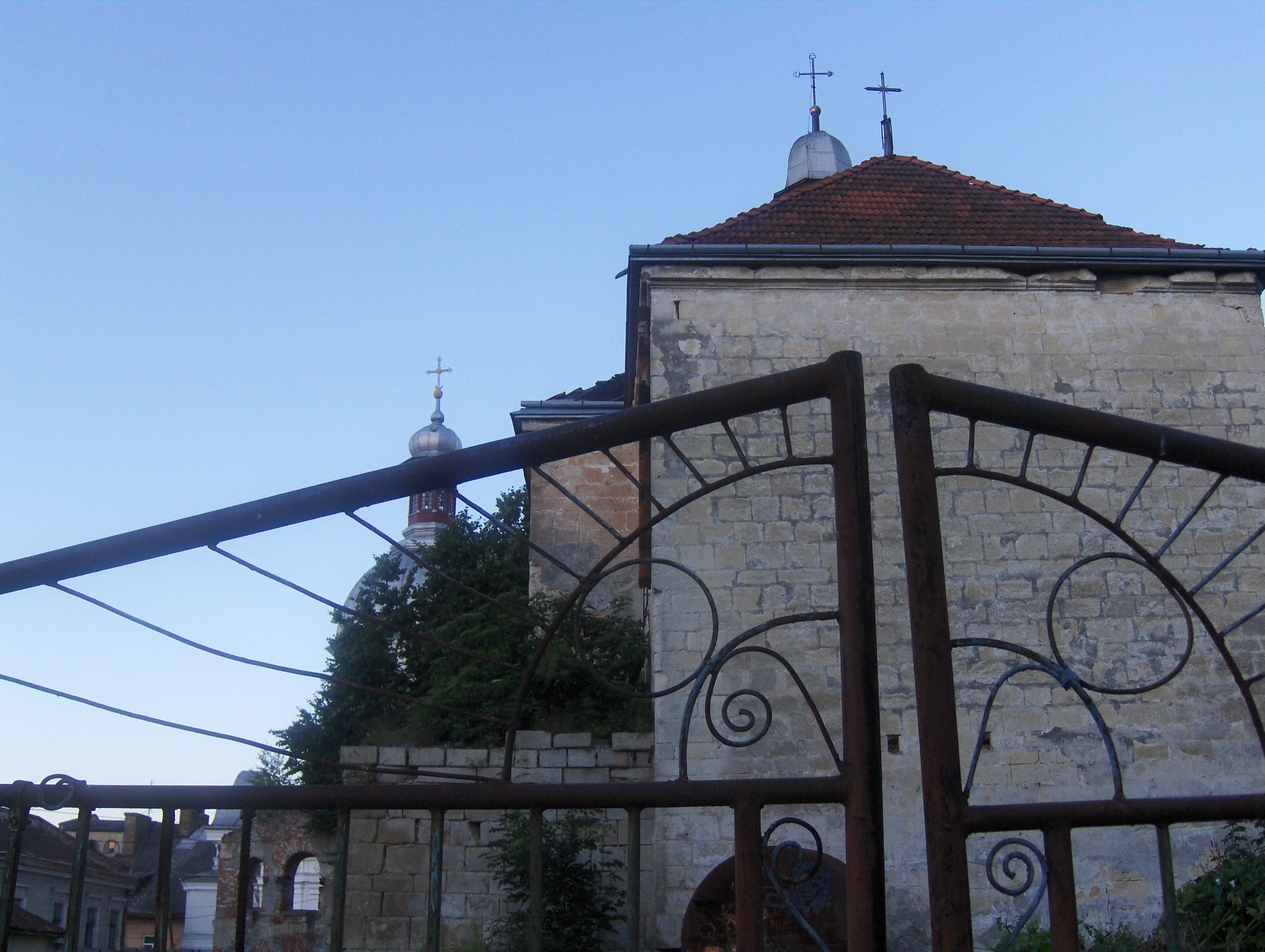

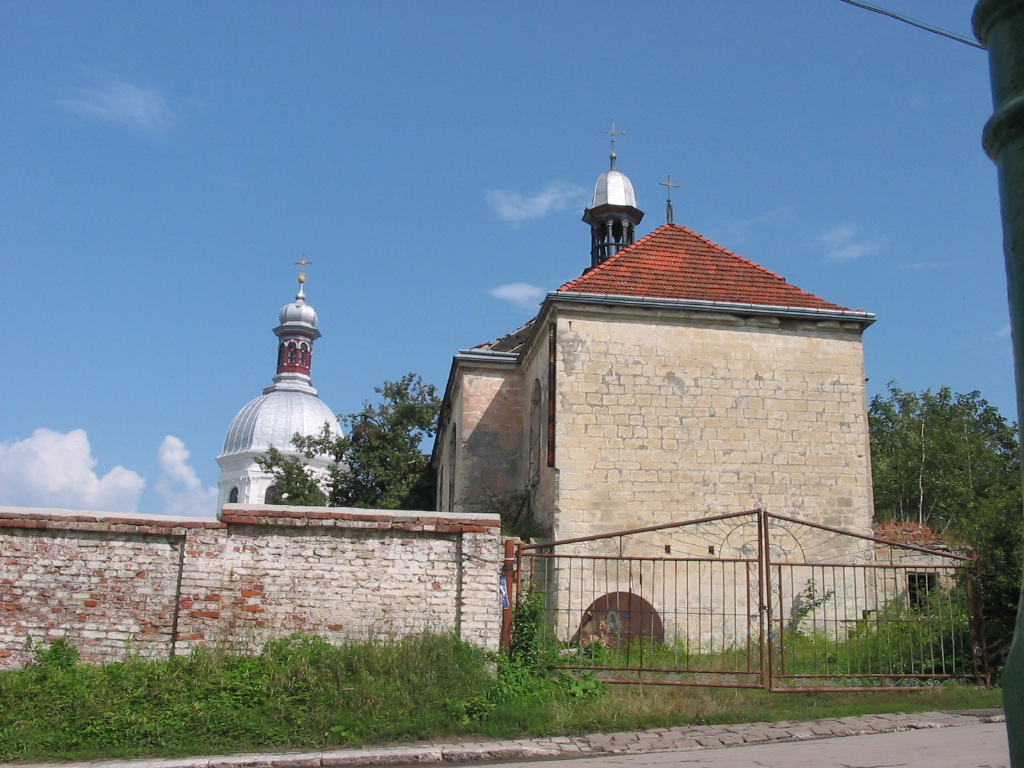

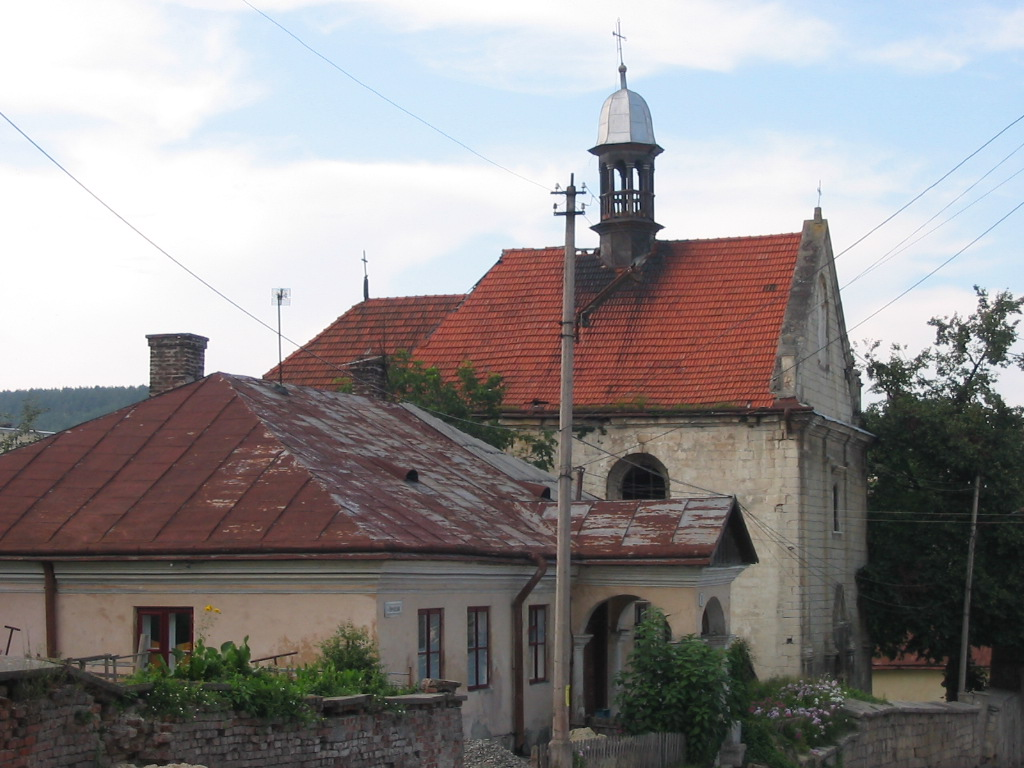

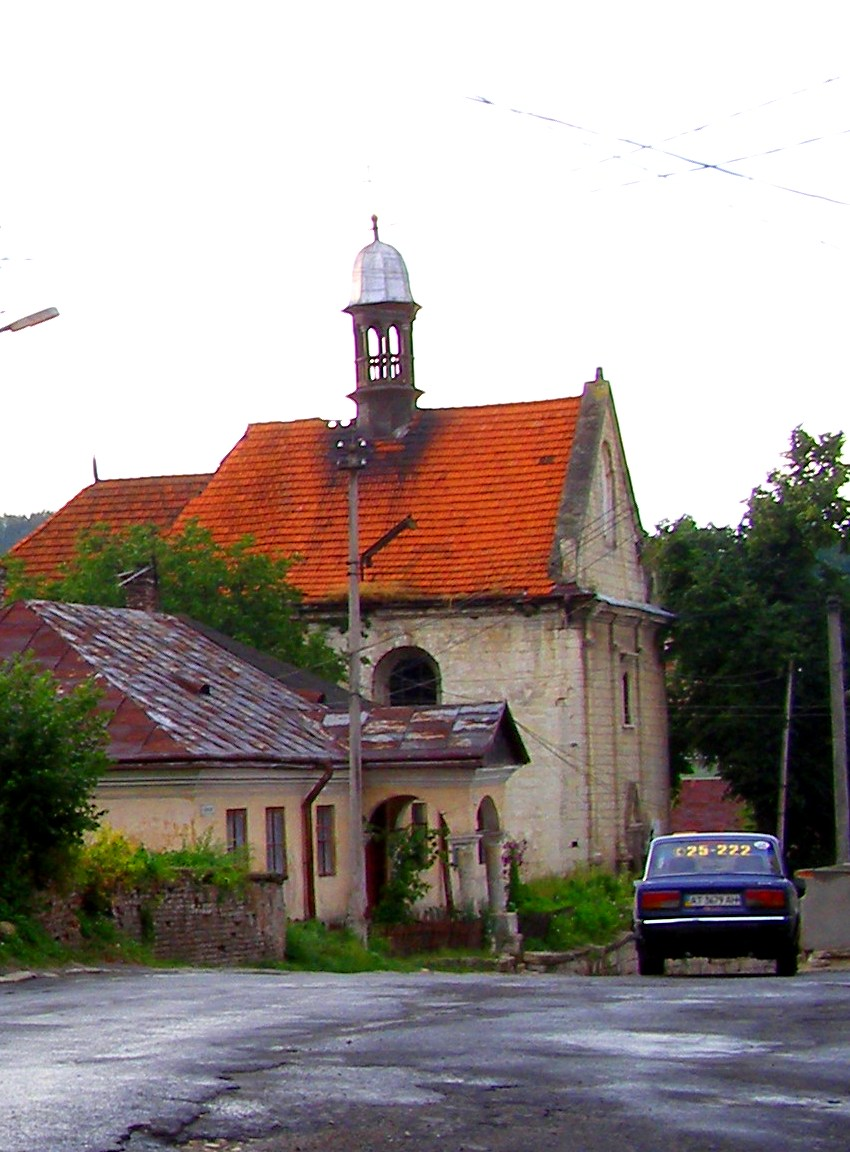

Армянская и армянокатолическая общины в Бережанах (арм. Հայերը Բերեժանիում, укр. Вірмени в Бережанах) существовали с конца XVII века по середину XX века и были важной этнической, религиозной и экономической компонентой этого старинного галицкого города.

## Появление и расцвет общины
Первое письменное упоминание про армянских купцов в Бережанах приходится на 1686 год. Поселение армян в Бережанах было непосредственно связано с турецкой оккупацией Подолии в 1672—1699 годах, преследованием армян турками, которые из-за этого массово уходили на территорию Русского воеводства Речи Посполитой. Местные магнаты ценили профессиональные качества армян-ремесленников и купцов, охотно принимали армян в своих владениях, даруя им многочисленные привилегии.
В Бережанах армян принял великий гетман коронный Адам Николай Синявский (1666—1726), владелец города. В конце XVII века у армян в Бережанах было уже около 200 домов, свой староста, судопроизводство по армянскому праву и деревянная церковь. Армянские купцы из Бережан уходили в далёкие поездки за восточными товарами, кооперируясь с купцами-армянами из других городов, в том числе, из Львова.
В 1710 князь Адам Николай Синявский назначил 300 золотых на содержание армянской церкви и священника. При церкви существовали также армянская школа и братства, которые занимались как религиозными делами, так и дачей денег в долг.
В 1746 новый владелец города Август Александр Чарторыйский (1697—1782) по просьбе армян позволил им построить новую кирпичную церковь, а кирпич приказал выдавать со своего кирпичного завода. В 1764 строительство церкви было завершено. Согласно сохранившимся свидетельствам еще в 1710 г. в Бережанах существовала Армянская деревянная церковь, на месте которой в 1764 г. был воздвигнут новый храм. В церкви существовало три алтаря: Св. Григория — в честь старого храма, Св. Анны и главный — Непорочного Зачатия Пресвятой Девы Марии, которое и закрепилось за церковью. Сегодня в официальных документах храм, значится как Св. Григория, в соответствие с древним названием и одним из алтарей.

## Ассимиляция и начало упадка
После занятия Бережан австрийскими войсками в 1772 году, новая власть прекратила выплату содержания армянской церкви и священнику. В 1792 году был ликвидирован местный армянский банк, а его капитал был передан львовскому армянскому ломбарду «Mons Pius».
11 сентября 1791 церковь торжественно освятил Якуб Валериан Туманович, львовский армянокатолический архиепископ (1783—1798). Он застал в Бережанах только 177 прихожан армянского обряда, так как к концу XVIII века количество армян в городе значительно сократилось и усилилась их ассимиляция. Из записей армянского банка и львовского армянского ломбарда можно узнать узнать фамилии армянских родов: Богосевичи, Горбазы, Гункевичи, Каменчаники, Кшиштафовичи, Стефановичи, Хайвашевичи. В 1800 в Бережанах насчитывалось только 15 армянских семей, так что после смерти в этом году священника Яна Гарберта Никизаряна новый священник не был назначен. В 1806 году бережанский староста распорядился закрыть армянскую церковь и использовать её под склад В 1807 австрийские власти насильственно реквизировали церковные ценности. Архив и метрикальные книги забрал римокатолический священник.

## Возрождение общины
Тем временем богатые армяне из Львова и других городов, получив шляхетские титулы, покупали значительные имения и образовали влиятельную прослойку землевладельцев. Благодаря их помощи армянокатолический священник Григорий Давидович в 1828 начал новый ремонт армянской церкви. В том же году Армянский Архиепископ-митрополит Львова Самуил Кирил Стефанович освятил церковь. Благодаря материальной поддержке армянских землевладельцев, а также патронов прихода графов Потоцких было назначено содержание священнику, органисту, сторожам, прачке. В XIX веке армянским приходом в Бережанах ведали такие священники: Григорий Давидович (1828—1842), Григорий Бирар (1842—1846), Игнатий Стефанович (1846—1847), Каэтан Бжезинский (1847—1876), Альфонс Янкевич (1876—1878), Антоний Косинский (1879—1890), Юзеф Теодорович (1890—1897; позже долго служил львовским архиепископом, 1902—1938), Валериан Бонковский (1897—1905). Во второй половине XIX века бережанский приход был расширен за счёт других местностей. В 1887 году в нём было 236 верующих, в 1898 — 240 прихожан. В 1908—1917 годах священником был Игнатий Следзёвский. В 1910 году он начал ремонт и реставрацию храма, в которой участвовал уроженец Бережан, студент краковской академии искусств Эдуард Рыдз, будущий маршал и главнокомандующий польской армии.
После Первой мировой войны приход снова принял Валериан Бонковский (1819—1922), а после него Виктор Квапинский (1922—1933). В этот период насчитывал около 200 верующих и охватывал уезды Бережанский, Збаражский, Зборовский, Подгаецкий, Скалатский, Теребовлянский, Тернопольский (Тернопольское воеводство) и Рогатинский (Станиславское воеводство). Приходу также принадлежала часовня в Большовицах в имении армянской семьи Кшечуновичей.
В 1933 году архиепископ Ю.Теодорович назначил бережанского священника гремиальным каноником и директором банка «Mons Pius». В Бережанах армянским приходом ведали Францишек Токаж (1933—1938), Сергей Эгулян (1938—1945), погибший при невыясненных обстоятельствах.

## Конец общины
Последним армянокатолическим священником в Бережанах был Казимир Ромашкан. Он был назначен 26 июля 1945 года, но уже 21 августа 1945 года был арестован сотрудниками НКВД и переведён в тюрьму во Львове. 9 марта 1946 он был осуждён на 15 лет лишения свободы за «антисоветскую деятельность, поддержание контактов с Ватиканом и шпионскую деятельность в пользу немцев». Вместе с ним были осуждены генеральный администратор львовской архиепархии Дионизий Каэтанович и гремиальный каноник Виктор Квапинский. Львовская армянокатолическая архиепархия была ликвидирована. Армянский храм в Бережанах был оставлен, как и другие церкви архиепархии. Церковь превратили в склад, значительную часть интерьера и витражи были уничтожены, алтарь частично разрушен, иконы исчезли. В Бережанах практически не осталось армян или верующих армянокатолического обряда.